# Gorizia
Gorizia listenⓘ (tiếng Slovene: Gorica, tiếng Friuli: Gurize, tiếng Đức: Görz) là một đô thị (comune) và thành phố tỉnh lỵ của tỉnh Gorizia, vùng tự trị Friuli-Venezia Giulia của Ý. Đô thị Gorizia có diện tích km2, dân số thời điểm 31 tháng 5 năm 2005 là người.
Gorizia có các đơn vị dân cư sau: Castello, Lucinico, Oslavia (Oslavje), Piuma (Pevma), San Mauro (Šmaver), Sant’Andrea (Štandrež), Straccis (Stražišče), Vallone dell'Acqua, Gradiscutta, Piedimonte (Podgora).
Gorizia giáp với các đô thị:
Thành phố tọa lạc ở đông bắc nước Ý, trong khu vực tự trị của Friuli Venezia Giulia. Nó nằm ở chân dãy núi Alps Julian, biên giới Slovenia. Đây là một trung tâm du lịch, công nghiệp, thương mại và địa phương. Kể từ năm 1947, nó là một thành phố sinh đôi với Nova Gorica đã phát triển ở phía bên kia của biên giới Ý- Slovenia. Cả hai đô thị này tạo thành một vùng đô thị, cũng bao gồm các thành phố Slovenia Šempeter-Vrtojba. Kể từ tháng 5 năm 2011, ba thành thị này tham gia vào một khu vực đô thị xuyên biên giới chung, được quản lý bởi một hội đồng.
Gorizia nằm tại ngã ba của thung lũng Isonzo và Vipava. Nó nằm trong một vùng đồng bằng bị có những ngọn đồi Collio cắt ngang, nổi với việc sản xuất các loại rượu vang. Che chở từ phía Bắc bởi một sườn núi, Gorizia được bảo vệ khỏi gió lạnh Bora có ảnh hưởng đến hầu hết các khu vực lân cận. Thị trấn do đó giữ lại một khí hậu ôn hòa vùng Địa Trung Hải trong suốt cả năm, làm cho nó một khu nghỉ mát nổi tiếng.
Tên của thành phố có thể xuất phát từ tiếng Sloveniả Gorica có nghĩa là "ngọn đồi nhỏ", mà là một toponym rất phổ biến trong các lĩnh vực-nơi sinh sống người ăn mặc cẩu thả.